# Colobothea emarginata
Colobothea emarginata es una especie de escarabajo longicornio del género Colobothea, categorizada en la tribu Colobotheini, de la subfamilia Lamiinae. Fue descrita por Olivier en 1795.

## Descripción
Mide 16 mm de longitud.

## Distribución
Se distribuye por Bolivia y Brasil.